# Port de Tarragona

Bandera dela província marítima de Tarragona.

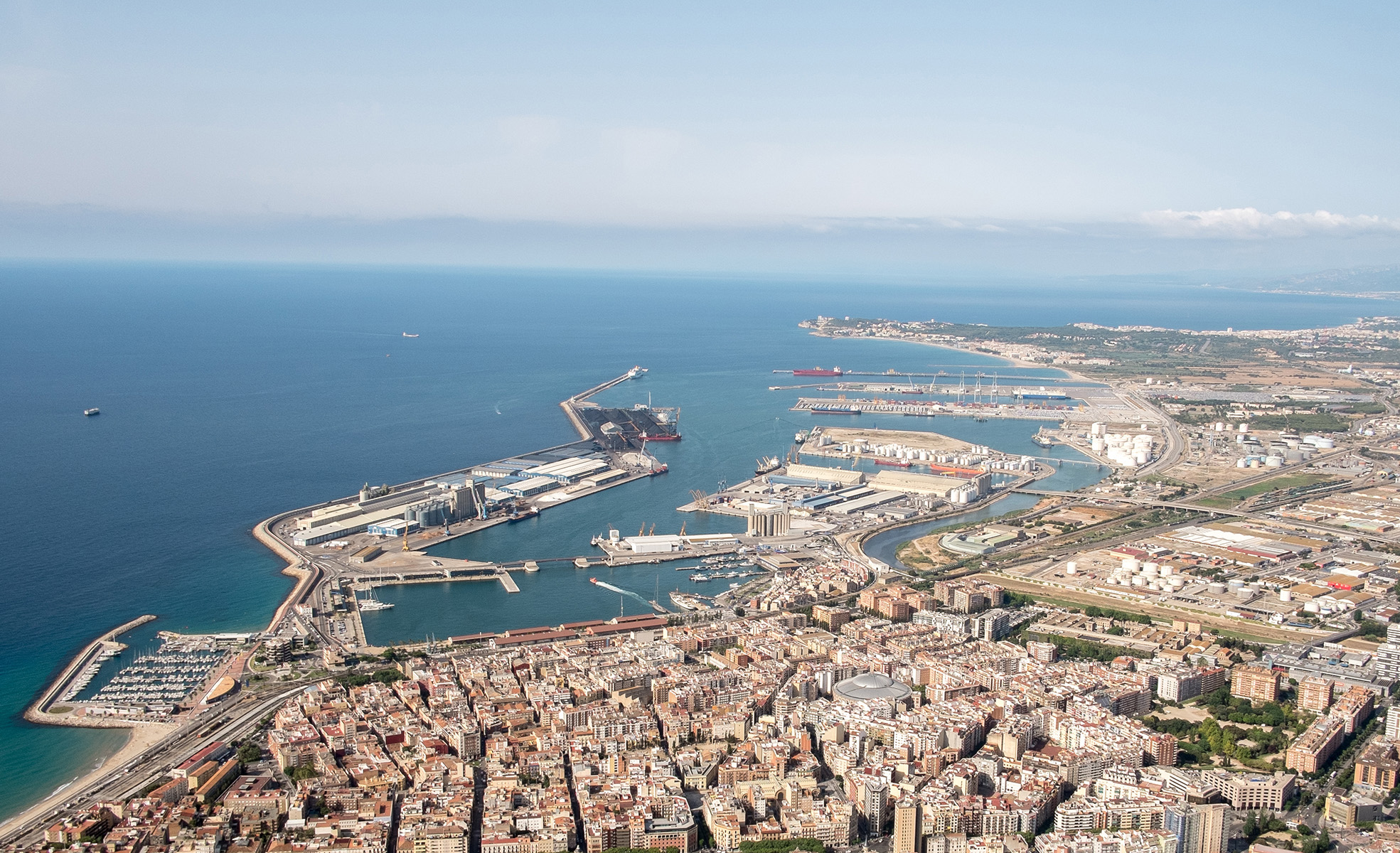
Vista aèria del Port de Tarragona

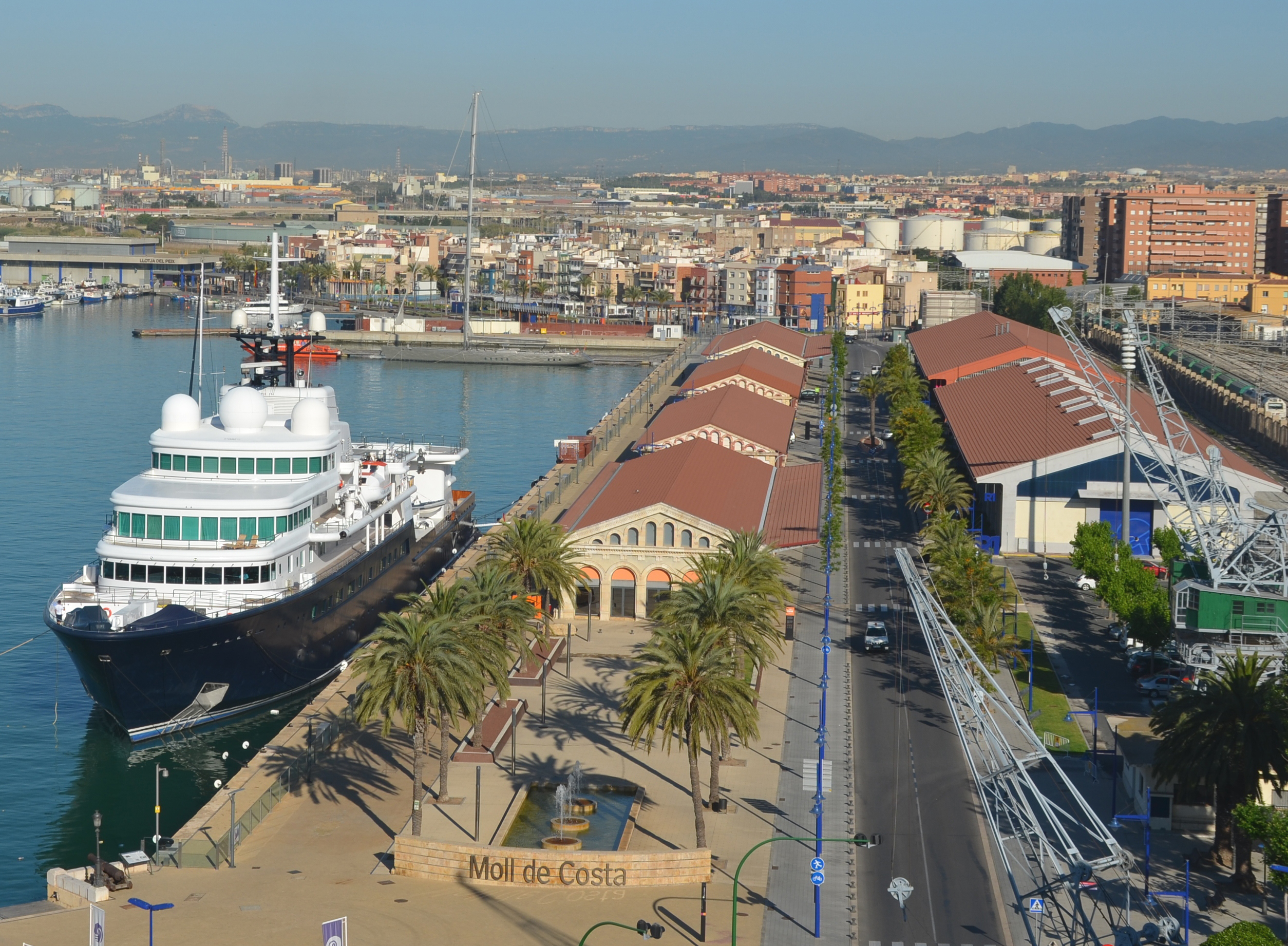
Moll de Costa del Port de Tarragona

El Port de Tarragona és un dels ports marítims més importants de la costa mediterrània. Gran part de la seva activitat està relacionada amb el transport industrial de productes químics però també d'altres mercaderies com els sòlids i líquids a granel, la pasta de paper, els contenidors o els vehicles, la pesca i la nàutica recreativa. Des de 2022 el seu president és Saül Garreta.
El port és la destinació d'un ramal de la línia de ferrocarril que recorre el corredor mediterrani, i constitueix un dels nuclis forts d'aquest eix econòmic. Manté serveis directes amb 46 països, a través de línies marítimes regulars amb 60 ports de tot el món.
Tarragona és i ha estat un port pesquer, essent la pesca una de les activitats econòmiques més importants de la zona tant pel nombre d'embarcacions com pel valor de les captures. La pesca es desenvolupa entorn el barri de pescadors conegut com el Serrallo.
És un punt clau per a la indústria química del Camp de Tarragona. Ja que el port compta amb un pantalà (plataforma per on els vaixells carregats de cru i els seus derivats desembarquen o carreguen els productes que necessita o genera la indústria). Des del 2022 el president del Port de Tarragona és Saül Garreta.

## Història
El turó de Tarrakon va ser el lloc idoni perquè s'hi establissin els ibers, però no és fins a l'època romana quan es convertí en base militar i s'aprofità la petita platja al costat de la desembocadura del riu Francolí per a fer transaccions per via marítima. Els romans construïren un dic al llarg de la roca més convexa acabada en martell, on es trobava el Faralló per guiar els vaixells. La bona comunicació amb la vall de l'Ebre i la proximitat de les Illes Balears van influir en el desenvolupament del port de Tàrraco.
Els primers soldats romans arribats a Tàrraco a partir del 218 aC, aprofitant la formació natural d'una platja entre la punta del Miracle i el cap de Salou, van construir dos dics de pedra. L'any 45 aC el port de Tàrraco era un important centre comercial de productes agrícoles que s'exportaven a canvi de ceràmica, vidres i productes manufacturats procedents d'Itàlia i del nord d'Àfrica.
Després de segles d'abandonament, el 1484, un permís reial autoritzà l'habilitació definitiva del port amb la construcció d'un dic d'obra i concedint franquícies de drets de duana. S'instaurà una Junta formada per un prelat, representació del municipi i del capítol de la catedral. Hi hagué una represa de les obres del moll tarragoní fins que la Guerra dels Segadors el 1652, paralitzà novament el comerç.
La recuperació va ser molt lenta fins que Tarragona, arran del Decrets de Nova Planta, va ser nomenada cap del Corregiment. L'any 1790, es van inaugurar oficialment les obres de reconstrucció del Port de Tarragona i es va crear la Junta Protectora de les Obres del Port per tal de gestionar-les. La direcció anà a càrrec de l'enginyer Juan Ruiz de Apodaca, qui havia dissenyat el primer projecte del port de Tarragona. l segon, el 1799, de Joan Smith Sinnot, preveia la construcció d'un dic de 1.337 metres de llargada. Smith s'ocupà també de fer arribar l'aigua al port i de redactar un projecte cabdal per a Tarragona: el de la "Nova Població de la Marina" l'any 1806 que configurà la urbanització de la part baixa de la ciutat.
L'any 1835 la Junta Protectora va ser suprimida i les seves funcions les assumiren la governança civil i la Diputació. La situació es va normalitzar a partir de l'any 1869 en què es va crear la Junta d'Obres del Port de Tarragona amb representació de la Junta Provincial d'Agricultura, Indústria i Comerç, de l'Ajuntament i de la Diputació. Aquest organisme, que és el precedent de l'actual autoritat portuària, va estar vigent fins a l'any 1992.
A finals del segle xix van tenir lloc l'execució de les infraestructures més importants que contribuïren al fet que el port assolís la fisonomia actual. És l'època durant la qual es construí el moll de Costa, el Paral·lel al de Costa i les obres dels dics de Llevant, de l'Oest i el Transversal.
El port de Tarragona intervingué també en la construcció dels ports de Cambrils, l'Ametlla de Mar i Salou arran d'un decret de l'any 1928 pel qual passaren a ser agregats al tarragoní.
A partir dels anys seixanta, amb la implantació de la indústria petroquímica a la zona i de la nova situació econòmica creada amb el Pla nacional d'estabilització econòmica (1959), el tràfic portuari augmentà notablement. Amb aquesta nova conjuntura, el port construeix noves instal·lacions adequades a les necessitats del moment, com els pantalans, per a la càrrega i descàrrega de productes petrolífers i noves vies d'accés com l'Eix Transversal (1989). La connexió dels molls de Reus i Lleida amb un pont mòbil (1999) va alliberar el trànsit de vehicles del Moll de Costa i el Serrallo.
Aquesta diversificació ha comportat el desenvolupament de noves tècniques de transport, emmagatzematge i de manipulació de càrregues, i ha calgut adaptar la infraestructura portuària a les noves necessitats augmentant el calat dels molls o construint noves superfícies com el moll d'Aragó (1971), el moll de La Rioja (1974), el moll de Catalunya (1990), el nou contradic entre pantalans per fer-hi una nova esplanada de 17 hectàrees, la prolongació del dic de Llevant o el moll d'Andalusia (1999), o una obra cabdal, l'Eix Transversal (1989), que connectava el port amb les principals vies de la xarxa viària, desviava el trànsit pesant del centre de la ciutat de Tarragona.
El 1986 s'inicià el procés d'obertura del port cap a la ciutat deixant per a ús ciutadà les zones portuàries que havien quedat obsoletes per al tràfic comercial; en aquesta línia el Moll de Costa patí una transformació molt important que comportà el condicionament dels tinglados i magatzems de mercaderies per adaptar-los i poder-los utilitzar per a exposicions i esdeveniments de caràcter cívic, esportiu, social i cultural. Des d'aleshores i fins a l'actualitat, aquest espai portuari ha esdevingut un centre de referència per a la ciutadania de Tarragona.
Hi ha hagut altres actuacions que s’emmarquen dins les relacions entre el Port i la ciutat  com la producció d’exposicions (des de 1986), l’obertura de l'Arxiu del Port de Tarragona (1990) per a custodiar i posar a disposició de la ciutadania el patrimoni documental portuari, la creació del Museu del Port de Tarragona (2000) per acollir i donar a conèixer el patrimoni museogràfic del Port de Tarragona, la creació del Servei de Publicacions del Port de Tarragona (2004) i l’habilitació de l'espai cultural, social, educatiu i institucional el Teatret del Serrallo (2016) a l’antiga Confraria de Pescadors al Serrallo.

### Segle XXI: creixement i sostenibilitat
Si el port de Tarragona accedia a l’autonomia de funcionament i de gestió amb la Llei de ports (1992) paral·lelament el port creixia amb la redacció del Pla d’utilització d’espais portuaris (2004), l’adquisició de 135 hectàrees als termes de Tarragona i Vila-seca (antiga Universitat Laboral), l’ampliació del moll d’Inflamables i d’Aragó, la construcció del port esportiu, el moll de la Química, a Zona d’Activitats Logístiques, el nou contradic entre pantalans per a la nova esplanada de 17 hectàrees o la connexió dels molls de Reus i Lleida amb un pont mòbil.
Amb l’ampliació del port, també en aquest període es va habilitar la dàrsena interior al voltant d’una zona per allotjar vaixells i iots de luxe, la Marina Port Tàrraco (2007), una iniciativa privada amb uns 30.000 metres quadrats d’establiments comercials i de restauració. Pel que fa al tràfic de creuers, es va habilitar una estació marítima (2013) al Moll de Costa i una terminal de creuers al dic de Llevant, tot esperant la finalització de les obres del moll multipropòsit de Balears (2021). En aquest creixement participa la construcció i posada en funcionament d’una nova terminal intermodal (2008-2020) de 150.000 metes quadrats de superfície al costat de la terminal de contenidors. Una infraestructura que ha de permetre l'expansió portuària a través de línies fèrries d’ample ibèric i europeu cap al centre peninsular i Europa, com a gran port base logístic. Els accessos ferroviaris a tots els molls i una estació intermodal amb una capacitat de amb 4 vies per a trens de 750 m fan que es connecti als principals corredors ferroviaris i viaris d'Europa.

El creixement econòmic del Port de Tarragona rau en la diversificació de tràfics, l’augment de la superfície i la millora de la sostenibilitat. Així,l’aprovació del la Delimitació d’Espais d’Ús Portuari del Port de Tarragona (2019) permet definir els usos de la zona de servei portuari de terra i aigua per desenvolupar l’activitat portuària i millorar-ne les connexions.

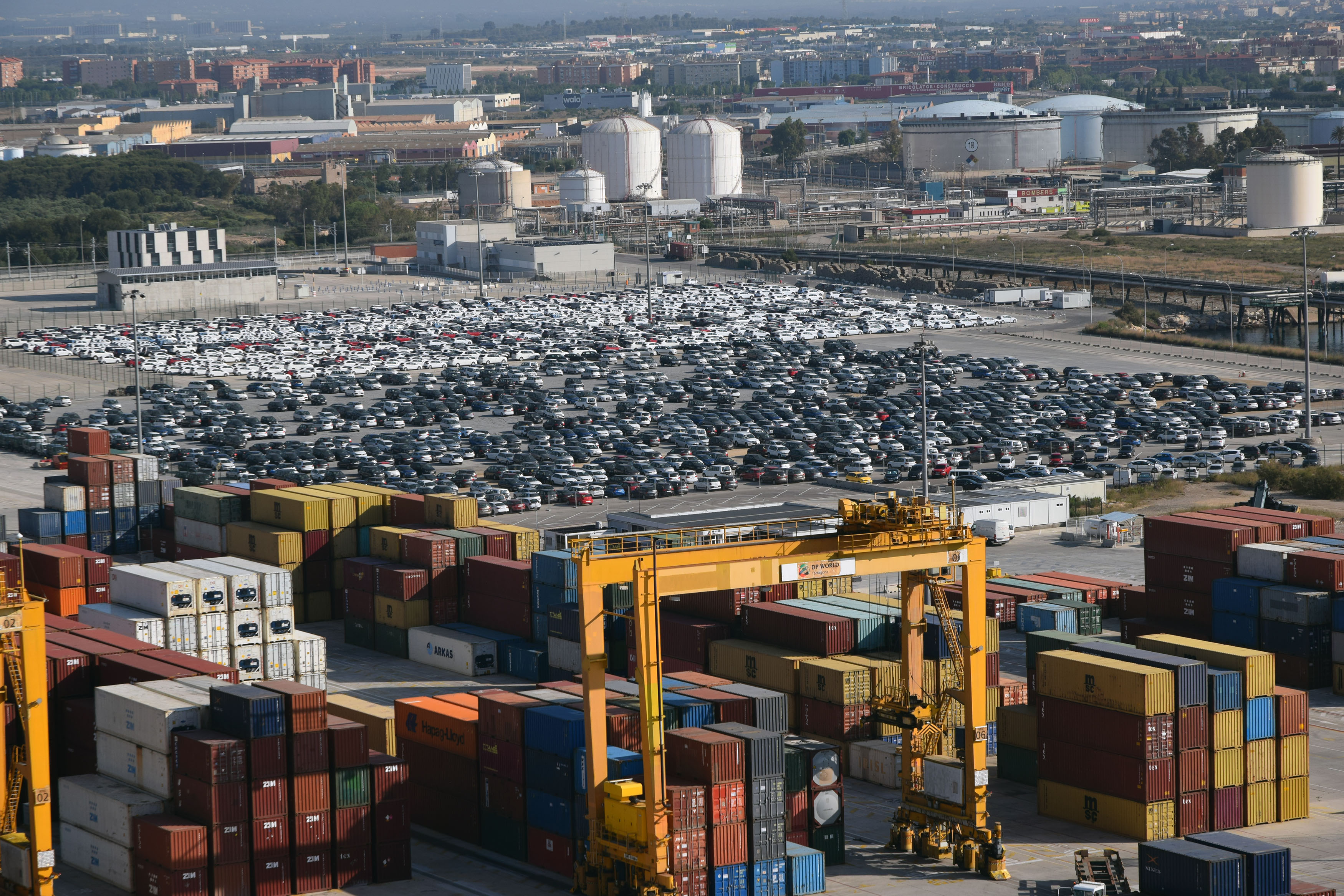
Diversos tràfics al Port de Tarragona

El creixement immediat se centra, a més de la nova terminal intermodal de Guadalajara i la de la Boella, en el nou moll multipropòsit de Balears, una nova infraestructura augmentarà la capacitat per a rebre més visitants i en millors condicions, amb una línia d’atracada total de 700 metres, i  acollir els creuers més grans del món. A més, és un moll multipropòsit, que vol dir, que pot rebre diferents tipus de tràfics portuaris ara i en el futur.
Les noves infraestructures s'acompanyen de nous reptes vers la sostenibilitat. El Pla de sostenibilitat. Agenda 2030 (2020) del Port de Tarragona busca reduir l’impacte ambiental en el territori en la dècada 2020-2030 reduint la petjada de carboni i les emissions de CO2 i abanderant un canvi de tendència amb una reducció del carbó adaptat a les mesures de la UE. Entre els seus objectius hi ha l’ampliació i la diversificació de tràfics, la millora qualitativa de l’operativa portuària i la disminució o eliminació de l’impacte ambiental. Vint empreses de la comunitat portuària tarragonina s’ha unit al Grup de Medi Ambient del Port de Tarragona.I en col·laboració amb la URV es restaura la vida marina amb la col·locació de biòtops.
Aquest creixement rau en les inversions portuàries previstes en els propers anys que superaran els 330 M€ entre 2020-2024, segons el Pla d’empresa portuari, amb una aposta per la intermodalitat que és determinant per al creixement portuari. La inversió a curt termini millora les condicions d’accessibilitat i connectivitat amb la zona centre peninsular.
L'execució per ADIF del tram Castellbisbal-Tarragona (Vila-seca) és fonamental per a la connexió ferroviària del Port al Corredor Mediterrani i també el desenvolupament de la terminal intermodal de Guadalajara i la construcció del contradic dels Prats, amb una inversió de 35 M€, una infraestructura que a més d’ampliar la capacitat operativa portuària és una millora ambiental per al mateix port i els municipis limítrofs.

## Principals tràfics
|                                   | 2017       | 2018       | 2019       | 2020       | 2021       | 2022       | 2023       |
| Líquids a doll                    | 22.035.857 | 19.849.475 | 21.210.546 | 18.319.623 | 21.141.043 | 17.667.740 | 20.567.743 |
| Sòlids a lloure                   | 9.505.432  | 9.988.264  | 9.718.750  | 6.480.982  | 7.744.291  | 9.332.306  | 10.161.361 |
| Mercaderia general convencional   | 1.487.982  | 1.612.644  | 1.324.310  | 1.540.586  | 1.792.686  | 1.610.290  | 1.468.386  |
| Mercaderia general en contenidors | 591.681    | 556.216    | 454.389    | 411.142    | 489.760    | 775.829    | 276.360    |
| Avituallament                     | 75.563     | 79.685     | 89.340     | 66.436     | 101.471    | 113.598    | 111.073    |
| Pesca                             | 3.670      | 3.626      | 2.933      | 1.729      | 2.093      | 2.283      | 1.797      |
| Tràfic local                      | 0          | 0          | 14.472     | 99.245     | 3.570      | 192.705    | 93.924     |
| Total tràfic marítim              | 33.700.185 | 32.089.911 | 32.802.076 | 26.341.191 | 31.167.780 | 29.694.751 | 32.680.644 |
| Tràfic terrestre                  | 328.050    | 315.444    | 380.844    | 286.767    | 366.461    | 351.120    | 349.377    |
| Totals                            | 34.028.235 | 32.405.355 | 33.182.920 | 26.795.368 | 31.641.375 | 30.045.871 | 33.030.021 |

Durant 2022, el Port de Tarragona va registrar un moviment de 30.036.969 tones amb un decrement d'un 5,7% anual. Els grup que va provocar la baixada foren els líquids a doll, amb un caiguda del 16,4%. En canvi tota la resta de grups van pujar, amb especial menció dels sòlids a lloure (20,4%) i la càrrega general en contenidors (58,4%).

Agroalimentaris
Des del Port de Tarragona es mouen anualment una mitjana de 5 milions de tones de productes agroalimentaris. Disposa de 260.000m² de superfície coberta per a l'emmagatzematge d'aquests productes i infraestructures especialitzades. L'alta especialització portuària en el tràfic d'agroalimentaris facilita que es treballi amb una àmplia varietat de productes (més de 60). Els principals són: blat, moresc i les farines de soja i gira-sol.
El Port de Tarragona rep productes agroalimentaris dels principals països productors com Ucraïna, Romania, l'Argentina i els Estats Units. La distribució d'aquests productes abasta tot Catalunya, l'Aragó, Navarra i Castella, on es fabrica més del 40% de la producció de pinsos espanyols. Els productes que s'importen a través del Port de Tarragona i es transporten a les zones on es fabrica els pinsos per a l'alimentació animal, com són les fàbriques de Lleida, Saragossa, Girona i a indústries de Sòria i Osca.
Des de 2020 disposa de un sistema de lliuraments de productes agroalimentaris (SEA), servei digital i gratuït per a tots els operadors logístics i és la seu d'Agrifood, el certament biennal internacional en el sector agroalimentari.
Líquids

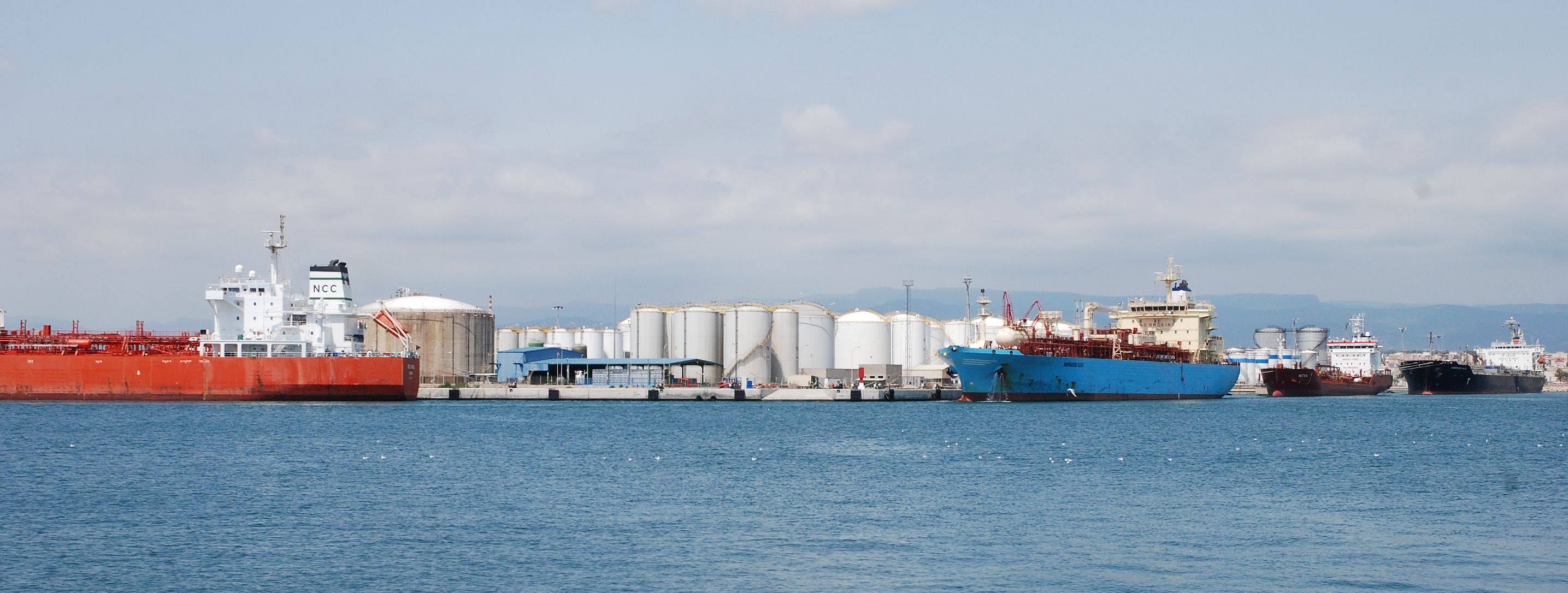
Vaixells per al transport de líquids a granel al Port de Tarragona

Gràcies a la presència complex petroquímic de Tarragona, el Port se situa com un dels principals ports del Mediterrani per a l'emmagatzematge i la distribució de productes petroquímics. Les empreses de la indústria química i petroquímica de Tarragona generen una producció anual de 20 milions de tones, la qual cosa representa el 50% de la producció de Catalunya i el 25% de l'espanyola i el Port de Tarragona és la plataforma logística a través de la qual s'importen les matèries primeres necessàries per als processos de producció del sector químic, i s'exporten els productes que se'n deriven.

Les instal·lacions poden emmagatzemar gran varietat de productes líquids amb totes les garanties de seguretat en tres terminals independents. La capacitat d'emmagatzematge ronda els 800.000 m3.

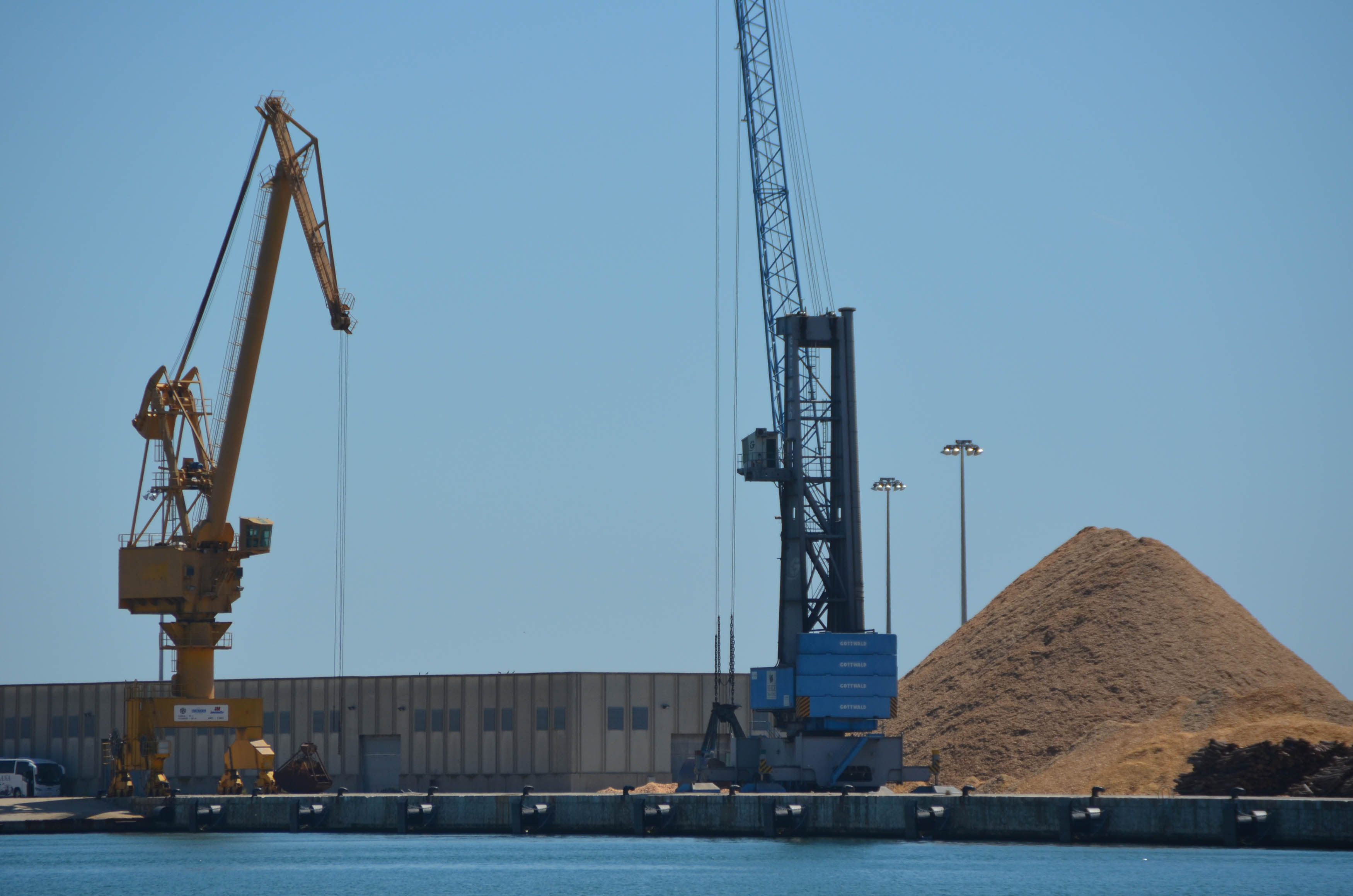
Grues per a càrrega i descàrrega de mercaderies a granel al Port de Tarragona

Contenidors

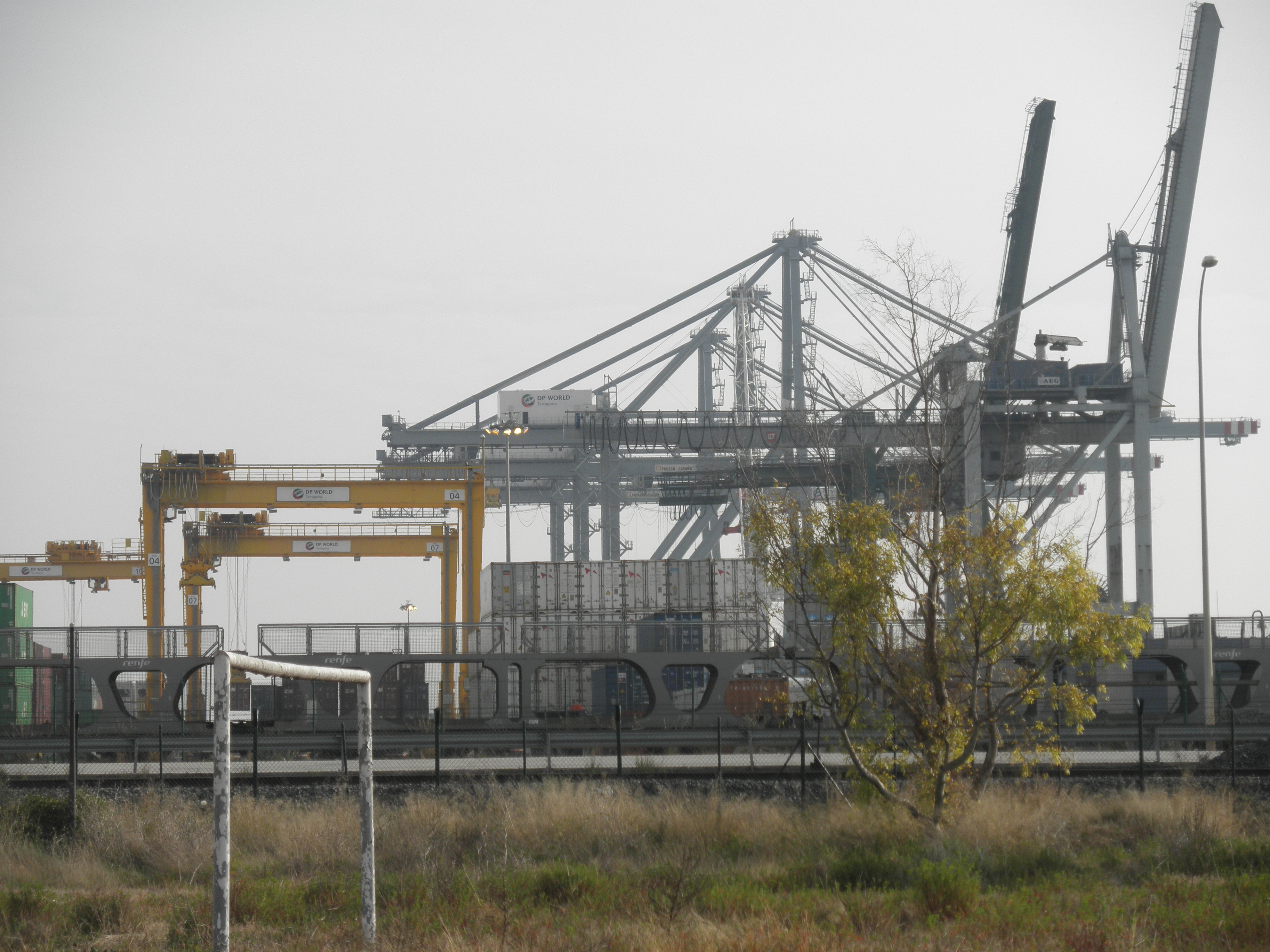
Grues de càrrega i descàrrega de contenidors del port de Tarragona.

La terminal intermodal de contenidors té capacitat per moure 450.000 TEU a l'any es troba a prop de la zona de control i inspecció de mercaderies (PIF) i de la terminal intermodal de la Boella, ubicada dins del traçat del corredor del Mediterrani i connectada amb accés ferroviari d'ample mixt, és a dir internacional o estàndard i ibèric. També estarà connectada a la terminal intermodal de Guadalajara.

Minerals
Pel Port de Tarragona, passen anualment 4 milions de tones de minerals diversos, dels quals el carbó i el coc de petroli representen el 82% del total.
Aquesta importació de carbó va destinada a la producció d'energia elèctrica per a les centrals tèrmiques d'Andorra (Terol), Alcúdia (Mallorca) i Còrsega (França).
Creuers

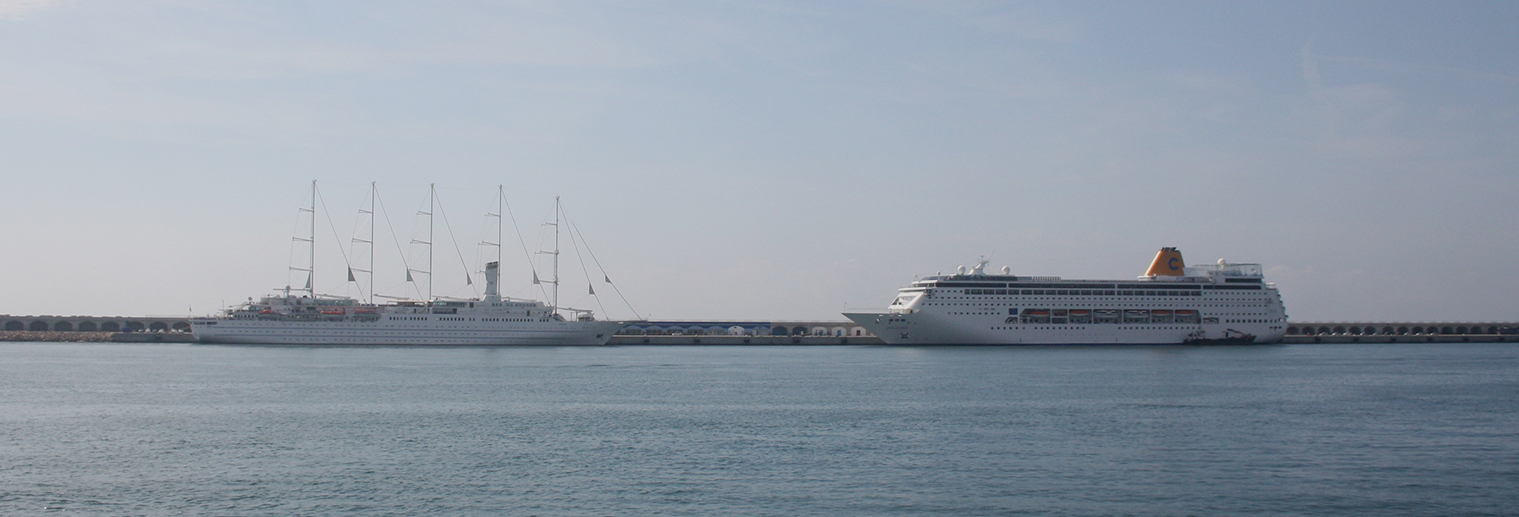
Creuers atracats al dic de Llevant del Port de Tarragona

El Port destina part de la seva activitat a la recepció de creuers.
La temporada de creuers de 2019 es va tancar amb 130.000 creueristes i van deixar uns 10 milions d'euros d'impacte econòmic al territori. El 2020 havien de començar les obres de la nova terminal de creuers al moll de Balears i que estigués acabada al 2021. Però degut a la pandèmia per Covid-19, l'inici es va endarrerir fins al juny de 2023. La terminal serà gestionada per Global Ports Hòlding, i tindrà una superfície de 2.200 m², amb una inversió de 5,5 milions d'euros. La previsió és que comenci a operar el maig de 2024. El 2022 el trànsit de passatgers fou de 61.077.

Fruita

Serveis regulars amb Nova Zelanda, Costa Rica, Colòmbia i República Dominicana així com serveis no regulars del Canadà i els Estats Units fan que la major part dels kiwis, pinyes, plàtans i alvocats que es consumeixen a la península entrin pel Port de Tarragona.

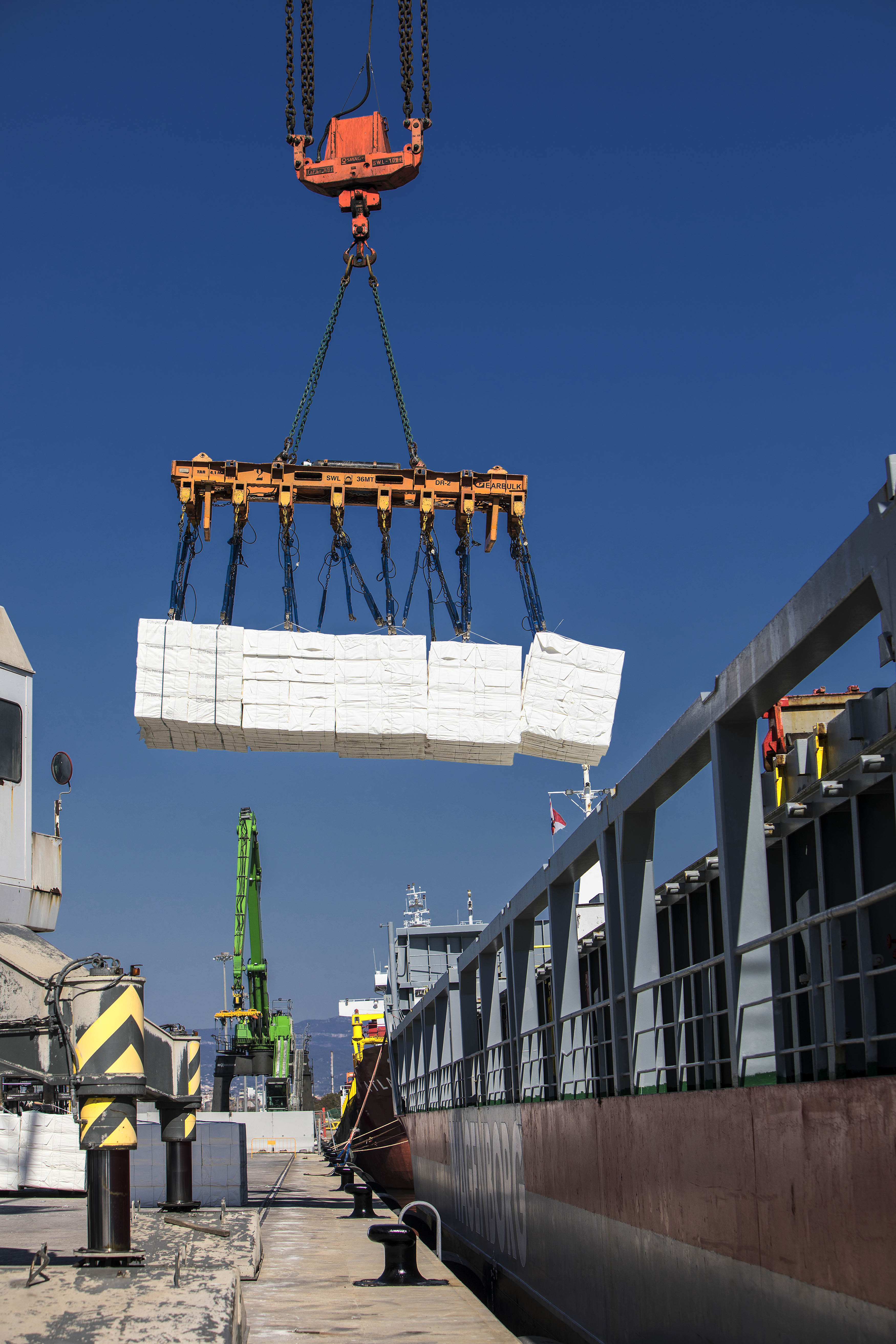
Operativa de descàrrega de pasta de paper

Al Port disposen de 20.000 m² d'emmagatzematge per a fruita així com magatzems refrigerats i un Punt d'Inspecció Fronterera per a la inspecció d'entrada de fruites de fora de la Unió Europea.

Paper i productes forestals
El Port és un hub de pasta de paper i assoleix una xifra superior a 600.000 tones i es troba en constant creixement des de 2007. En els últims anys el volum ha passat de 475.000 tones el 2015 a 625.000 tones el 2018. Aquesta pasta de paper arriba de Sud-amèrica, entre altres zones, i una part es distribueix per via terrestre o bé a altres ports del Mediterrani.

Càrregues especials

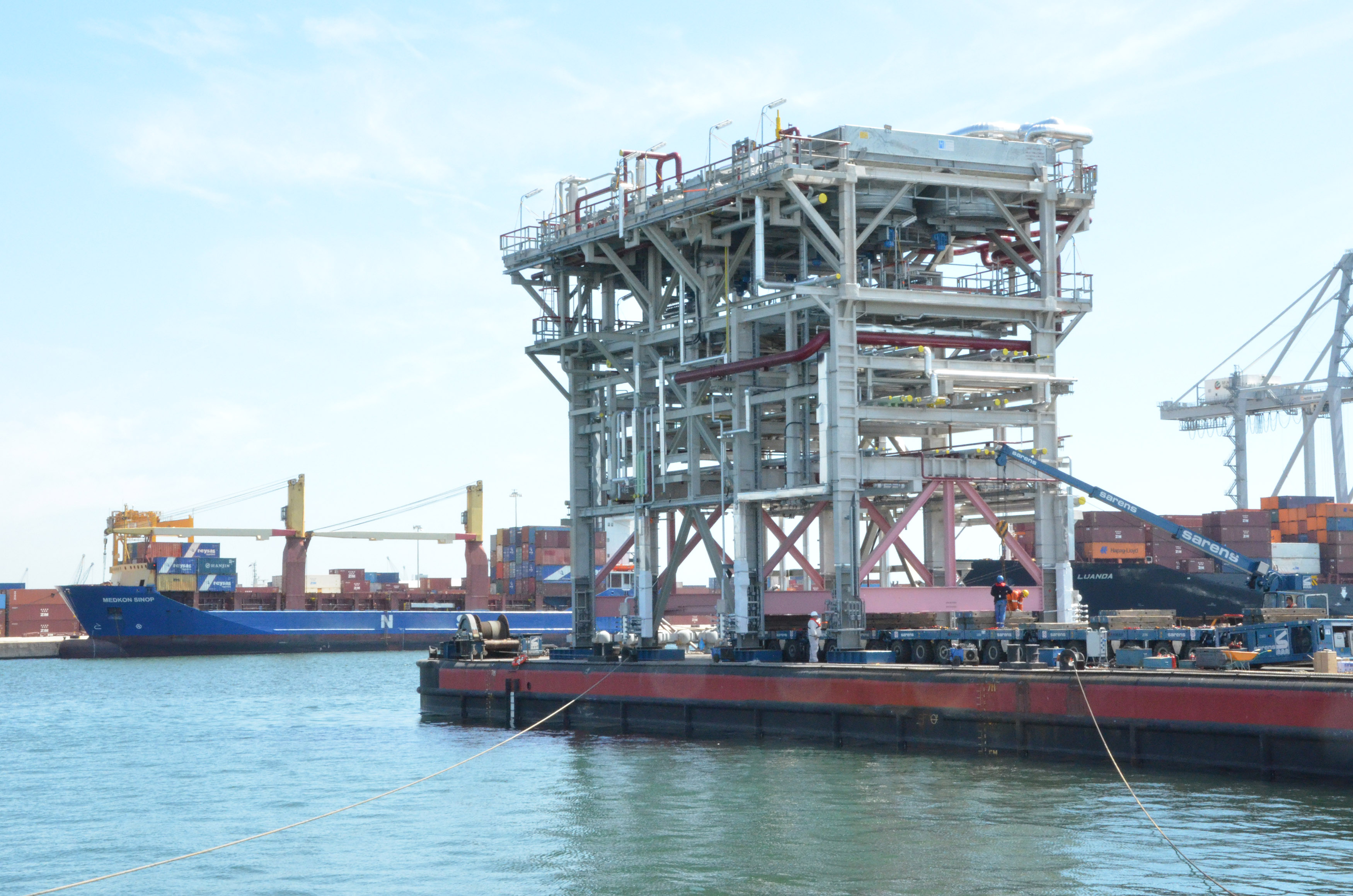
Tràfic d'una estructura de gran volum de project cargo al Port de Tarragona

Al Port de Tarragona, s'hi troba una zona anomenada Project Cargo, dedicada a la construcció i transport de grans estructures metàl·liques com tancs, xemeneies, calderes, forns de centrals tèrmiques, equips de refrigeració, entre d'altres. La destinació principal d'aquests projectes és: el nord d'Àfrica, el nord d'Europa i els Estats Units.
L'excel·lent climatologia permet que la major part dels projectes de càrrega especial es puguin fer en esplanades a l'aire lliure.

Siderúrgics
En els últims 10 anys aquests productes han experimentat un creixement molt important i s'ha arribat a les 500.000 tones al 2019. Principalment es tracta de bobines, productes laminats, perfils i bigues per a la indústria de l'automòbil i la construcció així com ferralles i restes metàl·liques.
Vehicles

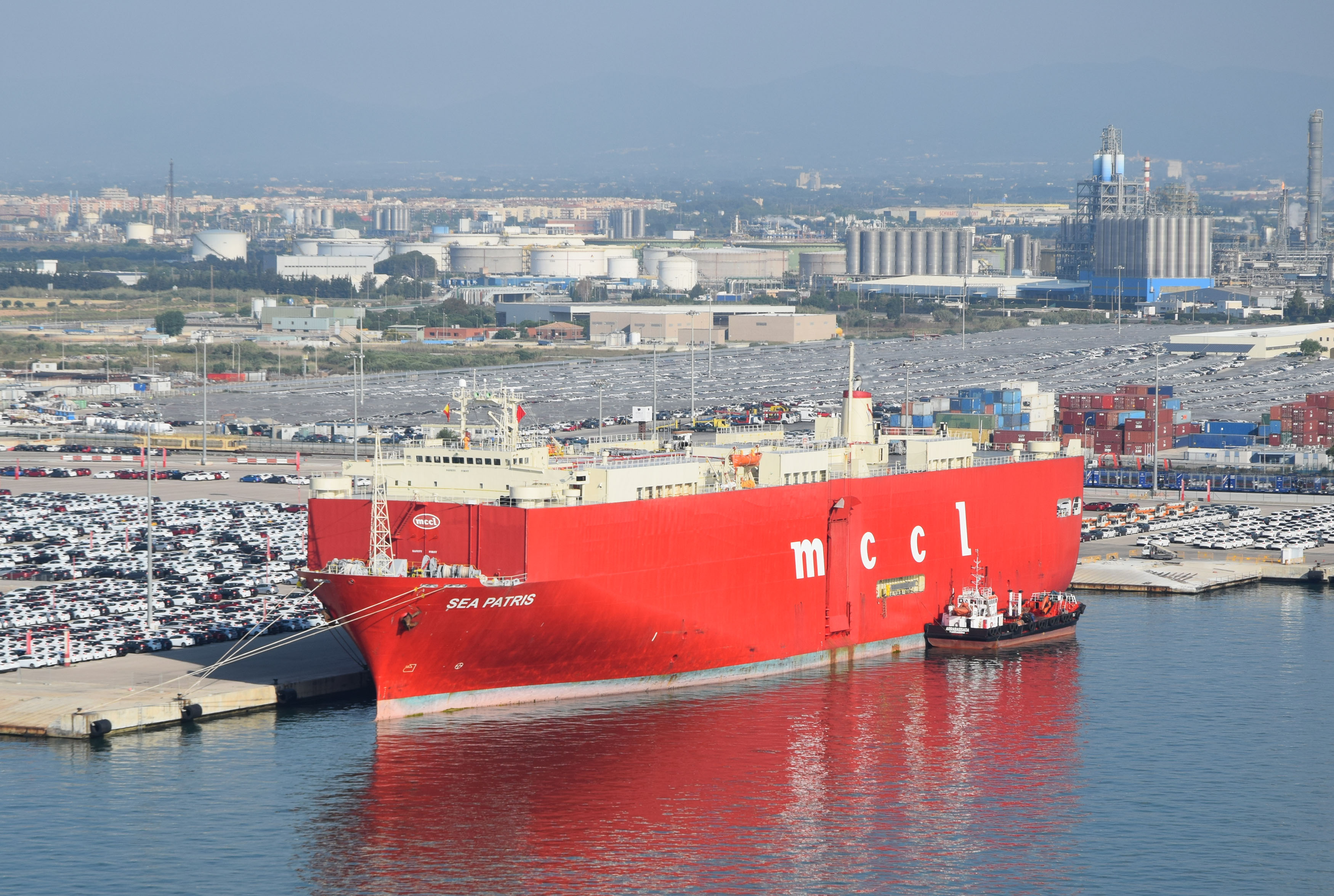
Sea Patris, vaixell ro-ro per al transport de vehicles, atracat al Port de Tarragona

El Port de Tarragona és el port pel qual s'exporten els turismes amb destinació als països mediterranis i s'importen vehicles des d'Àsia, principalment Corea del Sud.
El Port compta amb dues terminals que fan un total de 530.000 m² destinats als vehicles i mou 200.000 unitats anuals de marques com Hyundai, KIA, Sangyong, Opel, Volkswagen, Audi i Skoda entre d'altres.

Animals vius
Aquest servei es va iniciar al 2012 i és un dels dos ports de tot l'estat autoritzats per a la càrrega d'animals vius. Aquest quasi monopoli permet que des de Tarragona s'exporti bestiar de moltes de zones del Nord d'Espanya.
Des que es va iniciar aquest servei i fins al 2020, s'han exportat 1.300.000 caps de bestiar viu amb destinacions com Líbia, Líban, Algèria, Egipte i Turquia.

## Delimitació d'Espais d'Ús Portuari
La Delimitacíó d'Espais d'Ús Portuari (DEUP) fixa els límits marítims i terrestres del Port de Tarragona a data de 2017, recollint els canvis dels darrers anys en la delimitació de la Zona de Servei del Port. El document és una foto fixa de les zones de servei del Port que en regula les activitats, fixa la delimitació i defineix els usos de la zona de servei portuari. El Ministeri de Foment, a través de Puertos del Estado, va aprovar la nova DEUP del Port de Tarragona el 2019e mitjançant el BOE. L'objectiu de la DEUP és establir una fotografia fixa dels espais en ús del Port de Tarragona i les reserves d'espais per al seu desenvolupament posterior.
La zona de servei del port inclou els espais de terra i d'aigua necessaris per al desenvolupament dels usos portuaris, els espais de reserva que garanteixin la possibilitat de desenvolupament de l'activitat portuària i aquells que puguin destinar-se a usos vinculats a la interacció port-ciutat. El document de la DEUP també defineix els usos previstos per a cadascuna de les diferents àrees en què es divideixi la zona de servei del Port.
La DEUP incorpora a la zona de servei portuària terrestre espais per a completar els accessos a la futura Zona d'Activitat Logístiques (ZAL), amb un milió de metres quadrats destinat a ampliar les zones d'emmagatzematge i transport de mercaderies situat en el terme municipal de Vila-seca (la Pineda). També recull la incorporació d'una banda de terreny a prop del Centre Educatiu de Tarragona que se situa de forma paral·lela als molls de Galícia i Andalusia i que assegura l'espai necessari per a una possible ampliació de la terminal intermodal de La Boella. A mig o llarg termini, la terminal intermodal de La Boella podria necessitar més espai, quan entri en funcionament la terminal intermodal Puerto Centro de Guadalajara, que el Port de Tarragona projecta construir prop de la capital de l'Estat espanyol.
D'altra banda, la DEUP incorpora una àmplia zona de servei en el marge dret del riu Francolí de 85.000 metres quadrats que permetrà millorar les comunicacions terrestres del port. Per una banda, aquests terrenys podien permetre la construcció d'una “de transició, destinada a l'espera de camions per a càrrega i descàrrega, que alliberaria espais als molls que es destinarien a noves activitats. I d'altra banda, aquests terrenys també podrien acollir la futura connexió de la via de ferrocarril cap a Saragossa i Madrid amb l'estació de classificació de la Canonja, la qual cosa permetria l'entrada i sortida de composicions de trens des de i cap a Puerto Centro.